# Космическая улица (Запорожье)

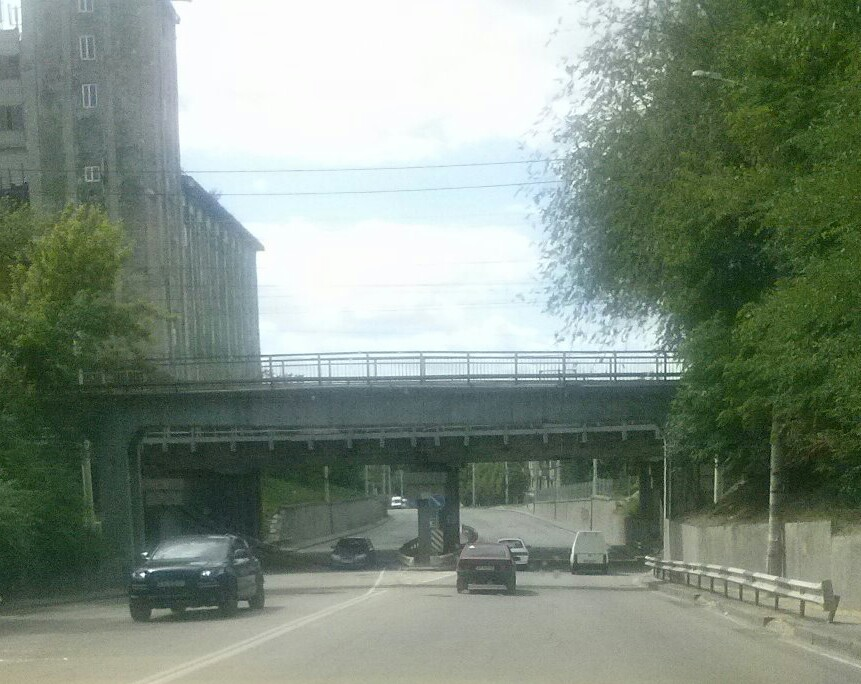
Железнодорожный мост через Космическую улицу

Космическая улица — одна из главных магистралей в Коммунарском районе города Запорожья. Название улица получила 1 сентября 1960 года в честь строящегося Космического микрорайона.
Ранее улица была частью Ореховского шоссе Т-0803 Запорожье — Орехов — Мариуполь.

## Застройка
В начале улицы выделяется группа одно-, двухэтажных послевоенных домов (1949—1951 годы) и застройка домами частного сектора вплоть до кинотеатра «Космос», далее преимущественно кирпичными 9- и 14-этажными и панельными домами высотой в 5 этажей. Улица начала застраиваться в конце 1950-х годов, когда была проложена автострада с выходом на автомобильные трассы М-18 E 105 Харьков — Симферополь — Алушта — Ялта и Т-0803 Запорожье — Орехов — Мариуполь. Преимущественное большинство домов относится к 1970—1980-м годам застройки.
На Космической улице, 129/1, расположена Запорожская обувная фабрика ООО НПФ «МИДА, лтд».

## Учебные заведения
- Медицинский колледж Запорожского государственного медико-фармацевтического университета (Космическая улица, 2)
- Запорожский профессиональный лицей сервиса (Космическая улица, 129)

## Транспорт
В конце 60-х годов была открыта первая очередь троллейбусной линии (маршруты № 7, 8) и в начале 80-х годов вторая очередь троллейбусной линии (маршруты № 14, 15), которые связали окраину с центром города. В настоящее время действующими троллейбусными маршрутами остались № 8 и 14.
Маршруты общественного городского транспорта по Космической улице:
- троллейбусы: № 8, 14
- автобусы: № 1, 5, 5А, 7, 9, 20, 24, 31, 33, 35, 40, 40А, 59, 63, 63А, 76, 80, 85, 94.

На Космической улице, 121, расположено АТП-12354.

## Связь
- по Космической улице, 87, расположено отделение «Укрпочты» № 50

## Торговля
Торговля представлена ТЦ «Космос-Сити» (Космическая улица, 119), супермаркетами торговых сетей «АТБ» (Космическая улица, 96), «Апельмон», «Эконом-плюс», супермаркет строительных материалов «Стройцентр», многими мелкими продуктовыми магазинами, киосками, оптовыми складами и магазинами. Есть несколько автосалонов, автоцентров и АЗС. Напротив бывшего кинотеатра «Космос» расположен цветочный рынок.

## Здравоохранение
Действуют несколько частных стоматологических кабинетов и аптек.

## Отдых
- Кинотеатр «Космос» (Космическая улица, 79-А) — в настоящее время не действует[2]
- Ресторан «Венеция» (Космическая улица, 42-А)
- Кафе «Арсений» (Космическая улица, 88)
- Кафе «Славута» (Космическая улица, 76-А)
- Кафе «Ретро» (Космическая улица, 98)